# Dobrogoszcz (województwo podlaskie)
Dobrogoszcz – osada leśna w Polsce położona w województwie podlaskim, w powiecie siemiatyckim, w gminie Grodzisk.
W latach 1975–1998 miejscowość administracyjnie należała do województwa białostockiego.